# Afif al-Bizri
Afif al-Bizri (ar. عفيف البزري; ur. 1914 w Sydonie, zm. 28 stycznia 1994) – syryjski wojskowy, w latach 1957–1959 szef sztabu Sił Zbrojnych Syrii.

## Życiorys
Ukończył Akademię Wojskową w Damaszku, po czym wyjechał na dalsze kształcenie wojskowe do Paryża. We Francji zetknął się z działaczami komunistycznymi, jednak nigdy nie przystąpił do Francuskiej Partii Komunistycznej. W 1941 udał się do Iraku, by walczyć przeciwko Brytyjczykom podczas przewrotu Raszida Alego al-Kilaniego. Po klęsce przewrotu zbiegł do Syrii, skąd w 1945 został deportowany do Bejrutu i uwięziony za działalność antyfrancuską. Zbiegł jednak z więzienia.
Po powrocie do Syrii w latach 50. XX wieku zaczął głosić idee komunistyczne wśród oficerów i żołnierzy armii syryjskiej. Był wykładowcą topografii na Akademii Wojskowej w Hims. Walczył w wojnie domowej w Mandacie Palestyny, a następnie w I wojnie izraelsko-arabskiej w Arabskiej Armii Wyzwoleńczej. Podczas wojny zaprzyjaźnił się z pułkownikiem Husnim az-Za’imem, który w marcu 1949 przeprowadził w Syrii zamach stanu. Al-Bizri był członkiem delegacji syryjskiej negocjującej rozejm izraelsko-syryjski w 1949. Po kolejnym zamachu stanu, przeprowadzony przez pułkownika Samiego al-Hinnawiego, al-Bizri emigrował z Syrii i udał się do Francji na studia w zakresie geografii. Wrócił do kraju po czterech latach i brał udział w organizacji protestów, które doprowadziły do obalenia dyktatury Adiba asz-Sziszaklego.
Al-Bizri był socjalistą i zwolennikiem prezydenta Egiptu Gamala Abdel Nasera. W 1957 prezydent Syrii Szukri al-Kuwatli mianował go szefem sztabu Sił Zbrojnych Syrii, co miało być gestem pod adresem naserystowskiego Egiptu, ówcześnie sojusznika Syrii. Jako szef sztabu al-Bizri szerzył idee naseryzmu w wojsku i protegował oficerów o podobnych poglądach. Usunął z wojska grupę oficerów, których podejrzewał o spiskowanie przeciwko al-Kuwatliemu i antysocjalistyczne przekonania. W 1957 przewodniczył sądowi wojskowemu, który orzekał w sprawie czterech syryjskich parlamentarzystów oskarżonych o zdradę stanu i destabilizowanie kraju przy pomocy finansowej Libanu i Iraku. W tym samym czasie wywiady amerykański i brytyjski rozważały zorganizowanie w Syrii działań sabotażowych, które następnie posłużyłyby za pretekst do interwencji tureckiej, jordańskiej lub irackiej. W toku tych działań rozważano organizację zamachów na lidera Komunistycznej Partii Syrii Chalida Bakdasza, dowódcę wywiadu wojskowego Abd al-Hamida as-Sarradża i właśnie gen. al-Bizriego. Uważano ich za głównych inspiratorów polityki zagranicznej Syrii, a tę interpretowano jako postępujące zbliżenie ze Związkiem Radzieckim.
Afif al-Bizri brał udział w syryjsko-egipskich negocjacjach poprzedzających utworzenie przez oba kraje Zjednoczonej Republiki Arabskiej. Al-Bizri spodziewał się, że zostanie wojskowym gubernatorem Syrii (Prowincji Północnej ZRA), jednak Gamal Abdel Naser, który został prezydentem republiki, desygnował na to stanowisko egipskiego generała Abd al-Hakima Amira. Al-Bizri w 1959 stracił dotychczasowe stanowisko. Podobny los spotkał jego dawnych protegowanych, gdyż Abdel Naser obawiał się zbytniego wzrostu znaczenia komunistów.
Al-Bizri udał się do Bejrutu, skąd oskarżył Abdel Nasera o ustanowienie w ZRA dyktatury i wezwał syryjskich oficerów do zbrojnego wystąpienia przeciw ZRA, by zreorganizować ją na sprawiedliwych zasadach, gwarantujących równouprawnienie Egiptu i Syrii. W 1961 unia została obalona przez wojskowych z Abd al-Karimem an-Nahlawim na czele, jednak al-Bizri nie otrzymał w nowym rządzie ani w armii żadnego stanowiska. Z emigracji nadal krytykował politykę Abdel Nasera. Po zamachu stanu partii Baas 8 marca 1963 w Syrii Afif al-Bizri został pozbawiony praw obywatelskich. Decyzja ta została cofnięta w 1965. Al-Bizri wrócił do Syrii, ale nie angażował się więcej w polityce.